# Feber (webbplats)
Feber var en musiksajt som ursprungligen drevs av musikjournalisterna Mats Olsson, Andres Lokko, Jan Gradvall och Lennart Persson. Webbplatsen grundades år 2000 och idén lär grundarna ha fått då de för första gången publicerades alla fyra i en och samma tidning – sista numret av Pop. Namnet är taget från Lennart Perssons fanzine med samma namn, som gavs ut på 1980-talet.
Feber blev en samlingsplats för fyra av Sveriges ledande musikjournalister som under drygt ett år var ytterst produktiva på sajten. Mycket var skrivet med glimten i ögat och utan den press på "korrekthet" som deras uppdragsgivare normalt satte på dem. En text, en humoristisk Lennart Persson-"recension" av en skiva av The Band som de facto aldrig spelats in, väckte internationell uppmärksamhet och orsakade till och med en officiell dementi från branschhåll. 
Feber startades 20 oktober 2000, köptes upp av Bonnier under 2001 och lades ned 31 januari 2002 på grund av bristande lönsamhet. En stor del av produktionen gavs 2002 ut i samlingsvolymen Feber.
Bonniers återupplivade Feber i början av 2006 genom att köpa upp Feber-nätverket från Roger Åberg och Wille Wilhelmsson. Febernätverket fungerar som en samlingssajt för Macfeber, Spelfeber, Prylfeber, iPodfeber, Bilfeber, Hojfeber, Reklamfeber, Videofeber och Buzz. Sedermera har fler Feber-sajter tillkommit och en del av de äldre lagts ned.
I början av 2019 köpte Roger Åberg tillbaka Feber från Bonnier.